# مغرار
مغرار (به عربی: مغرار) یک شهرداری در الجزایر است که در Moghrar District واقع شده‌است. مغرار ۲٬۷۹۶ نفر جمعیت دارد و ۱٬۱۱۳ متر بالاتر از سطح دریا واقع شده‌است.